# Trachelobdella oregonensis
Trachelobdella oregonensis is een ringworm uit de familie van de Piscicolidae. De wetenschappelijke naam van de soort is voor het eerst geldig gepubliceerd in 1976 door Burreson.